# T. J. Leaf
Ty Jacob "T. J." Leaf (Tel Aviv, 30 de abril de 1997) es un baloncestista estadounidense, con nacionalidad israelí, que pertenece a la plantilla de los Nanjing Monkey Kings de la CBA. Con 2,08 metros de estatura, juega en la posición de ala-pívot.

## Trayectoria deportiva

### Inicios
Leaf nació en Tel Aviv donde su padre, Brad, jugaba al baloncesto de forma profesional, permaneciendo en Israel durante 17 temporadas. Regresaron a Estados Unidos cuando T. J. tenía dos años y medio, creciendo en la localidad de Lakeside, California. En su etapa de instituto asistió al Foothills Christian High School en El Cajón (California), donde jugó a las órdenes de su padre. En su temporada júnior promedió 27,4 puntos, 14,2 rebotes, 4,8 asistencias, 1,8 robos y 2,7 tapones por partido, siendo elegido Jugador del Año de la División II del estado de California.
En su temporada sénior, Leaf llevó al equipo al puesto número 3 del estado, promediando 28,4 puntos, 12,4 rebotes y 5,1 asistencias. Anotó su máximo de la temporada, 44 puntos, en el partido que perdieron ante Chino Hills, liderado por su futuro compañero en los Bruins Lonzo Ball. Disputó el prestigioso McDonald's All-American Game y fue elegido por USA Today en el segundo mejor quinteto del país.

### Universidad
En enero de 2016 anunció que continuaría su carrera en los Bruins de la Universidad de California en Los Ángeles. Jugó una única temporada, en la que promedió 16,3 puntos, 8,2 rebotes, 2,4 asistencias y 1,1 tapones por partido, Fue incluido en el mejor quinteto de la Pac-12 Conference y en el mejor quinteto de debutantes de la conferencia.

#### Estadísticas
| Año     | Equipo | PJ | PT | MPP  | %TC  | %3P  | %TL  | RPP | APP | ROB | TPP | PPP  |
| ------- | ------ | -- | -- | ---- | ---- | ---- | ---- | --- | --- | --- | --- | ---- |
| 2016–17 | UCLA   | 35 | 35 | 29.9 | .617 | .466 | .679 | 8.2 | 2.4 | .6  | 1.1 | 16.3 |

### Profesional

#### NBA
Fue elegido en la decimoctava posición del Draft de la NBA de 2017 por los Indiana Pacers. Debutó el 18 de octubre en un partido ante Brooklyn Nets, logrando dos rebotes y una asistencia en nueve minutos de juego.
Después de tres años en Indiana, el 22 de noviembre de 2020, es traspasado a Oklahoma City Thunder a cambio de Jalen Lecque. Pero antes del inicio de la temporada, el 19 de diciembre, es cortado por los Thunder.
El 13 de abril de 2021 firmó un contrato dual con los Portland Trail Blazers.

#### China
El 12 de enero de 2022 se marcha a China y firma por lo Guangzhou Loong Lions de la CBA, donde promedia 25 y 11,7 rebotes por encuentro.
El 2 de octubre de 2022, firma por los Beijing Ducks. Jugó dos temporadas para el equipo de la capital china.
El 20 de septiembre de 2024 firma por los Nanjing Monkey Kings.

## Estadísticas de su carrera en la NBA

### Temporada regular
| Año     | Equipo   | PJ  | PT | MPP | %TC  | %3P  | %TL   | RPP | APP | ROB | TPP | PPP |
| ------- | -------- | --- | -- | --- | ---- | ---- | ----- | --- | --- | --- | --- | --- |
| 2017-18 | Indiana  | 53  | 0  | 8.7 | .471 | .429 | .625  | 1.5 | .2  | .1  | .1  | 2.9 |
| 2018-19 | Indiana  | 58  | 1  | 9.0 | .541 | .258 | .613  | 2.2 | .4  | .2  | .3  | 3.9 |
| 2019-20 | Indiana  | 28  | 1  | 7.9 | .419 | .278 | .438  | 2.5 | .3  | .4  | .1  | 3.0 |
| 2020-21 | Portland | 7   | 0  | 5.0 | .500 | –    | 1.000 | .7  | .1  | .3  | .1  | 1.7 |
| Total   | Total    | 146 | 2  | 8.5 | .492 | .341 | .585  | 1.9 | .3  | .2  | .2  | 3.3 |

### Playoffs
| Año   | Equipo   | PJ | PT | MPP  | %TC  | %3P  | %TL   | RPP | APP | ROB | TPP | PPP |
| ----- | -------- | -- | -- | ---- | ---- | ---- | ----- | --- | --- | --- | --- | --- |
| 2018  | Indiana  | 1  | 0  | 4.0  | –    | –    | –     | .0  | .0  | .0  | .0  | .0  |
| 2019  | Indiana  | 1  | 0  | 10.0 | .000 | .000 | 1.000 | 3.0 | .0  | .0  | .0  | 2.0 |
| 2021  | Portland | 3  | 0  | 2.3  | .750 | –    | –     | 1.0 | .0  | .0  | .0  | 2.0 |
| Total | Total    | 5  | 0  | 4.2  | .429 | .000 | 1.000 | 1.2 | .0  | .0  | .0  | 1.6 |